# Paul Brusch

Paul Brusch

Paul Heinrich Friedrich Brusch (* 9. Oktober 1884 in Carrenzien, Amt Neuhaus, Provinz Hannover; † unbekannt) war ein deutscher Politiker (NSDAP).

## Leben und Wirken
Brusch war der Sohn des Zimmermeisters Ernst Brusch und seiner Ehefrau Katharine, geb. Schütt. Nach dem Besuch der Dr. Reimannschen Realschule in Lübeck und der Baugewerksschulen in Hildesheim und Lübeck arbeitete Brusch als Techniker in verschiedenen Baugeschäften. 
1910 machte Brusch sich als Maurermeister in Neuhaus an der Elbe selbständig. Er war dort in der Dr.-Carl-Peters-Straße 12 gemeldet.
Zum 1. Mai 1929 trat Brusch in die NSDAP ein (Mitgliedsnummer 127.776). Im selben Jahr wurde er Kreistagsabgeordneter für die NSDAP im Kreis Bleckede. 1930 übernahm er das Amt des Kreisleiters und Gauinspekteurs des NSDAP-Gaus Osthannover. Von 1931 bis 1934 gehörte er außerdem dem Kreisausschuss von Bleckede an. Spätestens 1938 wurde Brusch Mitglied des Kreisausschusses von Lüneburg.
Anlässlich der Reichstagswahl vom Juli 1932 wurde Brusch als Kandidat seiner Partei für den Wahlkreis 15 (Osthannover) in den Reichstag gewählt. In diesem vertrat er anschließend knapp dreizehn Jahre lang den genannten Wahlkreis. Sein Mandat wurde während dieser Zeit fünf Mal (bei den Wahlen vom November 1932, März 1933, November 1933, März 1936 und Mai 1938) bestätigt.
Nach 1940 war Brusch in Metz in Lothringen tätig. 1944 war er kurzzeitig in der Mitgliedsliste der NSDAP gestrichen.
Brusch war der Erbauer eines im Jahr 1928 fertiggestellten Gebäudes in Neuhaus an der Elbe, das seit 1955 als Kindertagesstätte „Am Märchenwald“ genutzt wird.

## Persönliches
Brusch war in erster Ehe seit 1920 mit Karola, geb. Riebling (* 9. Dezember 1888 in Neuhaus an der Elbe; † 28. Juli 1943 in St. Julian bei Metz) verheiratet, welche 1943 Suizid verübte. Nach dem Tod seiner Ehefrau heiratete Brusch im April 1944 in Metz die Stenotypistin Paula, geb. Rieken (* 6. März 1913 in Darchau).